# Río Congo Arriba
Río Congo Arriba è un comune (corregimiento) della Repubblica di Panama situato nel distretto di Chepigana, provincia di Darién. Si estende su una superficie di 329,5 km² e conta una popolazione di 1.916 abitanti (censimento 2010).